# Gündoğan (Bodrum)
Gündoğan ist eine zum Kreis Bodrum gehörende Gemeinde der türkischen Provinz Muğla.

## Lage
Der Ort, dessen Name übersetzt Sonnenaufgang bedeutet, liegt an einer Bucht im Nordwesten der Bodrum-Halbinsel. Er ist durch die Hauptstraße, die vom 25 Kilometer entfernten Bodrum durch das Landesinnere der Halbinsel führt, ebenso erreichbar wie über die entlang der Nordküste verlaufende Straße.

## Geschichte
Auf einem Hügel oberhalb des Ortes liegt jenseits der Hauptstraße die Peynirçiçeği Mağarası (Käseblumenhöhle), die als älteste menschliche Ansiedlung auf der Bodrum-Halbinsel gilt. Der Name der lelegischen Stadt, die an der Stelle der heutigen Siedlung lag, war Farilya. Es wird angenommen, dass auch dieser Name Sonnenaufgang bedeutete.

## Sehenswürdigkeiten
Außer der frühzeitlichen Höhle gibt es Ruinen einer byzantinischen Kirche auf einem Inselchen. Diese wird im Rahmen von Bootstouren angesteuert. Im Ort gibt es auch einige alte Windmühlen und Zisternen.

## Wirtschaft
Auch hier ist der Tourismus zu einem wichtigen Wirtschaftszweig geworden. Vor allem bei Windsurfern ist der Ort sehr beliebt. Auf den Hängen ringsum sind – wie überall auf der Halbinsel – zahlreiche Apartmentanlagen entstanden. Dennoch findet man noch immer Oliven- und Mandarinenhaine.

## Politik
Bürgermeister des 5.486 Einwohner zählenden Ortes ist Ibrahim Bilgi.